# UHPLC
La chromatographie liquide à ultra haute performance (en anglais Ultra high performance liquid chromatograhy, ou UHPLC) est une technique de laboratoire de chimie analytique. C'est un type de chromatographie liquide à haute performance utilisant des colonnes contenant des particules de taille très réduite.
Le terme UPLC est une marque déposée par la société Waters pour son propre système UHPLC.

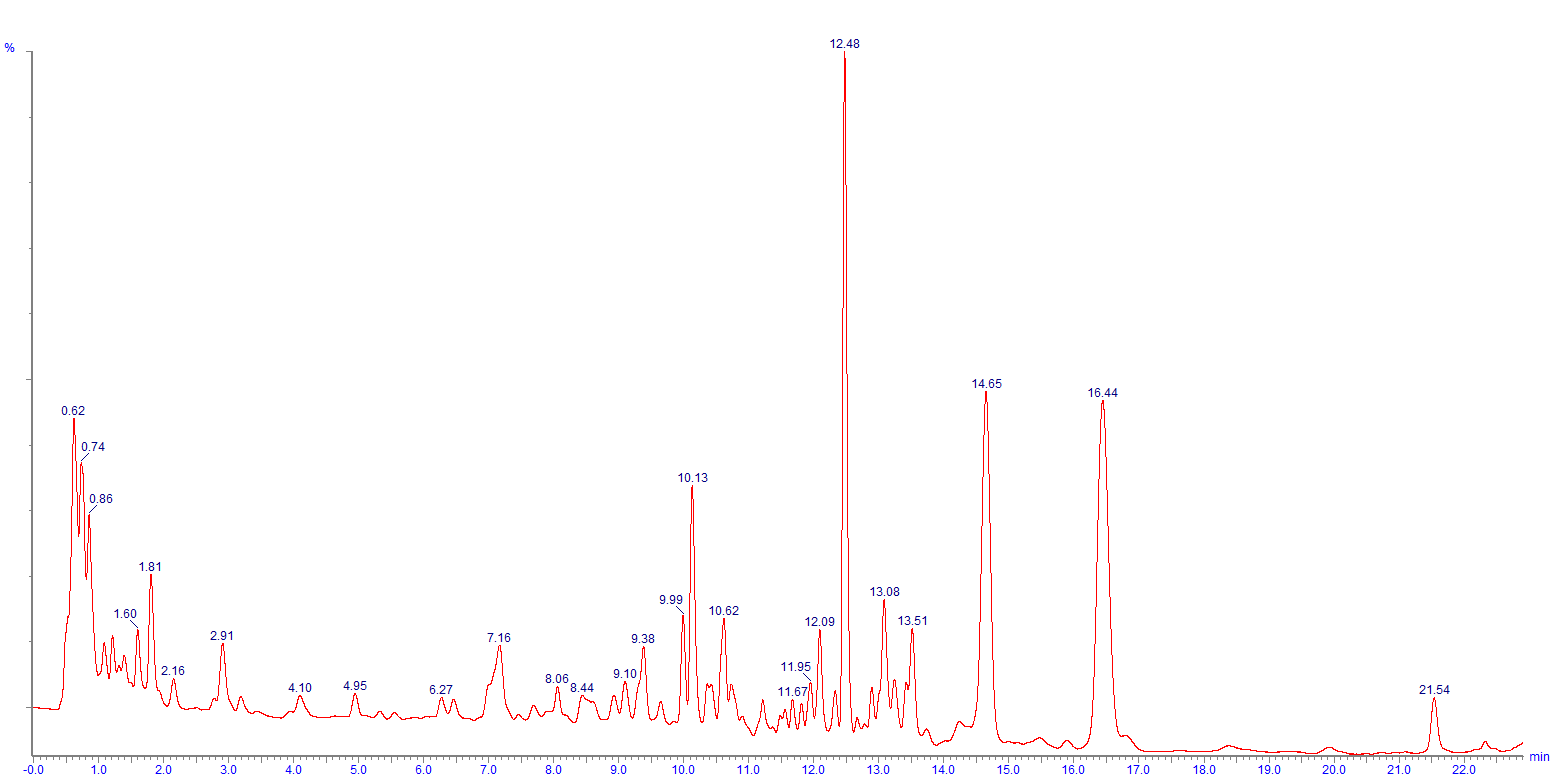
Chromatogramme acquis dans l'UV à 280 nm d'un échantillon de jus d'orange injecté sur un système UHPLC muni d'un détecteur à barrette de diodes.